# Leurospondylus
Leurospondylus là một chi thằn lằn cổ rắn, được Brown mô tả khoa học năm 1913.